# 馬偉豪
馬偉豪（英語：Joe Ma，1964年2月21日—），香港導演及演員。以拍商業愛情喜劇而聞名，代表作有《玉女添丁》、《百分百感覺》、《初戀無限Touch》、《新紮師妹》、《地下鐵》等。他曾经成立「小馬歌製作室」。

## 背景
馬偉豪早年就讀於佛教善德英文中學，是該校1982年中五及1984年中七畢業生。入讀中二年級時已活躍於校內話劇活動，中四年級參加校際話劇比賽，與杜國威和司徒慧焯為競爭對手。到了中學六年級時，他自編自導舞台劇「朱秀才」，並參加戲劇匯演，獲得最佳導演及整體演出獎。當年評判的著名電影監制黃百鳴於賽後購入此劇版權且改編成電影《開心鬼》系列。而在校時，馬偉豪的讀書成績本來極差，後來奮發向上，於香港高級程度會考中取得2A1B的佳績，並在中七畢業後報考並錄取香港中文大學歷史系。他選擇該學系的原因出於認為研讀歷史有助於他分析事理，對創作劇本有幫助。大學時期的他繼續編寫劇本，早於1983年即涉足電影編劇項目。之後他得到高志森的挖掘，與邵國華、陳慧、陳慶嘉、周旭明等人成為德寶電影公司創作部的製作班底。大學畢業後，馬氏任職亞洲電視助理創作主任數年，繼而被一位於電視台認識的高層邀請轉投一間漫畫公司當日本漫畫總編輯，為期半年。
及至1990年代初期，馬偉豪執導個人電影，又擔任柯受良製作公司的電影監製。2008年為了打進中國內地市場而定居北京朝陽公園附近的住宅。馬偉豪以拍攝商業愛情喜劇而成名，也因此被傳媒稱為愛情大師。但《河東獅吼2》則於2013年為他帶來由《青年電影手册》出版商頒發的第四屆金掃帚獎「最令人失望的導演」獎及「最令人失望的影片」獎。自此，他在減少香港電影產出之前，曾於2000年至2017年間成立「小馬歌製作室」，主要從事電影監製與導演工作。現時其主力於扶掖後輩，如協助陳詠燊監製其首齣電影《逆流大叔》。

## 個人生活
馬偉豪已婚，妻子是一名空中小姐。

## 幕後作品

### 執導作品

#### 香港電影
- 《河東獅吼2》，2012年
- 《我的野蠻女友2》，2010年
- 《愛得起》（與火火合導），2009年
- 《Scorpion》，2008年
- 《新紮師妹3》，2006年
- 《挚爱》，2005年
- 《追擊八月十五》，2004年
- 《煎釀三寶》，2004年
- 《地下鐵》，2003年
- 《新紮師妹2》，2003年
- 《1:99》，2003年
- 《下一站…天后》，2003年
- 《我家有一隻河東獅》，2002年
- 《新紮師妹》，2002年
- 《這個夏天有異性》，2002年
- 《玉女添丁》，2001年
- 《百分百感覺II》，2001年
- 《同居蜜友》，2001年
- 《常在我心》，2001年
- 《失業皇帝》，1999年
- 《戆星先生》，1997年
- 《算死草》，1997年
- 《初戀無限Touch》，1997年
- 《怪談協會》，1996年
- 《百分百岩Feel》，1996年
- 《百分百感覺》，1996年
- 《山水有相逢》，1995年
- 《記得香蕉成熟時II - 初戀情人》，1994年
- 《何日金再來》，1992年

#### 中國大陸電影
- 《奮鬥》，2011年
- 《我们的十年》，2016年
- 《蝴蝶公墓》，2017年

### 監製電影
- 《金牌河東獅吼》(網絡電影)，2024年
- 《凶榜2》，2007年
- 《愛‧作戰》，2004年
- 《七年很癢》，2004年
- 《下一站…天后》，2003年
- 《美人草》，2003年
- 《熱血青年》，2002年
- 《4x100水著份子》，2001年
- 《常在我心》，2001年
- 《恐怖熱線大頭怪嬰》，2001年
- 《玻璃少女》，2001年
- 《玉女添丁》，2001年
- 《救薑刑警》，2000年
- 《愛情敏感地帶》，2000年
- 《朱麗葉與梁山伯》，2000年
- 《愛與誠》，2000年
- 《目露凶光》，1999年
- 《爆裂刑警》，1999年
- 《追兇20年》，1998年
- 《生化壽屍》，1998年
- 《青春援助交際》，1998年
- 《戆星先生》，1997年
- 《愛你愛到殺死你》，1997年
- 《愛情Amoeba》，1997年
- 《芝士火腿》，1993年

### 編劇作品
- 《下一站…天后》，2003年
- 《新紮師妹》，2002年
- 《這個夏天有異性》，2002年
- 《百份百感覺ＩＩ》，2001年
- 《常在我心》，2001年
- 《玉女添丁》，2001年
- 《同居蜜友》，2001年
- 《愛與誠》，2000年
- 《失業皇帝》，1999年
- 《目露凶光》，1999年
- 《追兇20年》，1998年
- 《青春援助交際》，1998年
- 《初戀無限Touch》，1997年
- 《算死草》，1997年
- 《戆星先生》，1997年
- 《衝鋒隊怒火街頭》，1996年
- 《怪談協會》，1996年
- 《黑俠》，1996年
- 《百份百岩Feel》，1996年
- 《百份百感覺》，1996年
- 《山水有相逢》，1995年
- 《記得香蕉成熟時II - 初戀情人》，1994年
- 《正牌韋小寶之奉旨溝女》，1993年
- 《花田囍事》，1993年
- 《夏日情人》，1992年
- 《亞飛與亞基》，1992年
- 《何日金再來》，1992年
- 《老豆唔怕多》，1991年
- 《開心鬼救開心鬼》，1990年
- 《單身貴族》，1989年
- 《雞同鴨講》，1988年
- 《八星報喜》，1988年
- 《猛鬼佛跳牆》，1988年

## 演出作品
- 《少年阿虎》，2003年
- 《當男人變成女人》，2002年
- 《別戀》，2001年
- 《目露凶光》，1999年
- 《周末狂熱》，1999年
- 《天涯海角》，1996年

## 外部連結
- 馬偉豪的新浪微博
- 馬偉豪在互联网电影资料库（IMDb）上的資料（英文）
- 馬偉豪在香港影庫上的簡介
- 馬偉豪在时光网上的簡介（简体中文）
- 馬偉豪在豆瓣上的资料（简体中文）